# NGC 2306
NGC 2306 is een open sterrenhoop in het sterrenbeeld Eenhoorn. Het hemelobject werd op 23 februari 1786 ontdekt door de Duits-Britse astronoom William Herschel.